# Lode Wouters
Lode Alphonse Wouters (ur. 27 maja 1929 w Laakdal, zm. 25 marca 2014 w Geel) – belgijski kolarz szosowy, dwukrotny medalista olimpijski. 

## Kariera
Największe sukcesy w karierze Lode Wouters osiągnął w 1948 roku, kiedy zdobył dwa medale podczas igrzysk olimpijskich w Londynie. Wspólnie z Leonem De Lathouwerem i Eugène'em Van Roosbroeckiem zdobył złoty medal w drużynowym wyścigu ze startu wspólnego. W rywalizacji indywidualnej Belg zajął trzecie miejsce, za Francuzem José Beyaertem i Holendrem Gerritem Voortingiem. W tym samym roku wywalczył również złoty medal szosowych mistrzostw Belgii w indywidualnym wyścigu amatorów. W latach 1951–1953 rywalizował wśród profesjonalistów, wygrywając między innymi kryteria w Oud-Turnhout w 1951 roku i Waasmunster w 1952 roku. Nigdy nie zdobył medalu na szosowych mistrzostwach świata.